# Pristinamycine
La pristinamycine est un mélange 1:1 de deux peptides, utilisé comme antibiotique. Il appartient à la classe des synergistines (ou streptogramines), apparentée parfois aux macrolides.
Il est commercialisé par Sanofi Aventis depuis 1973 sous le nom de Pyostacine. On le trouve aussi sous le nom de Pristam, également commercialisé par Sanofi Aventis.
Il a une action notamment anti-streptococcique et anti-staphylococcique.

## Indications
Les indications sont, depuis juillet 2012 (date de réévaluation du rapport bénéfice risque par l'ANSM) :
- les infections cutanées et des tissus mous, les érysipèles, les abcès cutanés ;
- les sinusites maxillaires aigües : traitement de 4 jours 2 g par jour ;
- les exacerbations de bronchite chronique : traitement de 4 jours 3 g par jour ;
- les pneumonies communautaires de gravité légère à modérée.

La réévaluation de 2012 a conduit l'ANSM à supprimer les indications suivantes « à la suite de résultats d’efficacité inattendus et défavorables à la pristinamycine dans une étude clinique conduite dans l’angine » :
- infection odontostomatologique ;
- infection ostéoarticulaire ;
- IST ;
- prévention de l'endocardite infectieuse.

## Effets indésirables
Les principaux effets indésirables possibles sont :
- fréquents : diarrhée, digestion difficile, vomissements ;
- rares : éruption cutanée étendue associée à de la fièvre, réaction allergique (œdème de Quincke, choc anaphylactique).

- arthralgies et myalgie, non décrites dans les RCP[4].